# 擬腎形真葉珊瑚
擬腎形真葉珊瑚（学名：Euphyllia paraancora）为葵珊瑚科真葉珊瑚屬下的一个种。